# Кумской (Ставропольский край)
Кумско́й (бывш. Посёлок отделения № 2 Терконезавода № 169) — посёлок в составе Минераловодского городского округа Ставропольского края России.

## География
Расстояние до краевого центра: 124 км.
Расстояние до районного центра: 6 км.

## История
В 1972 г. Указом Президиума ВС РСФСР поселок отделения № 2 2 Терконезавода № 169 переименован в Кумской.
До 2015 года посёлок Кумской находился в составе муниципального образования «Сельское поселение Ленинский сельсовет» Минераловодского района Ставропольского края.

## Население
| 1989 | 2002 | 2010 | 2014 |
| ---- | ---- | ---- | ---- |
| 415  | ↗447 | ↗559 | ↗600 |

По данным переписи 2002 года, 87 % населения — русские.